# أماندا كو
أماندا كو (بالإنجليزية: Amanda Coe)‏ (1965، يوركشاير في المملكة المتحدة)؛ كاتبة سيناريو وروائية بريطانية.

## روابط خارجية
- أماندا كو على موقع IMDb (الإنجليزية)
- أماندا كو على موقع قاعدة بيانات الفيلم (الإنجليزية)